# Pulsante di scatto

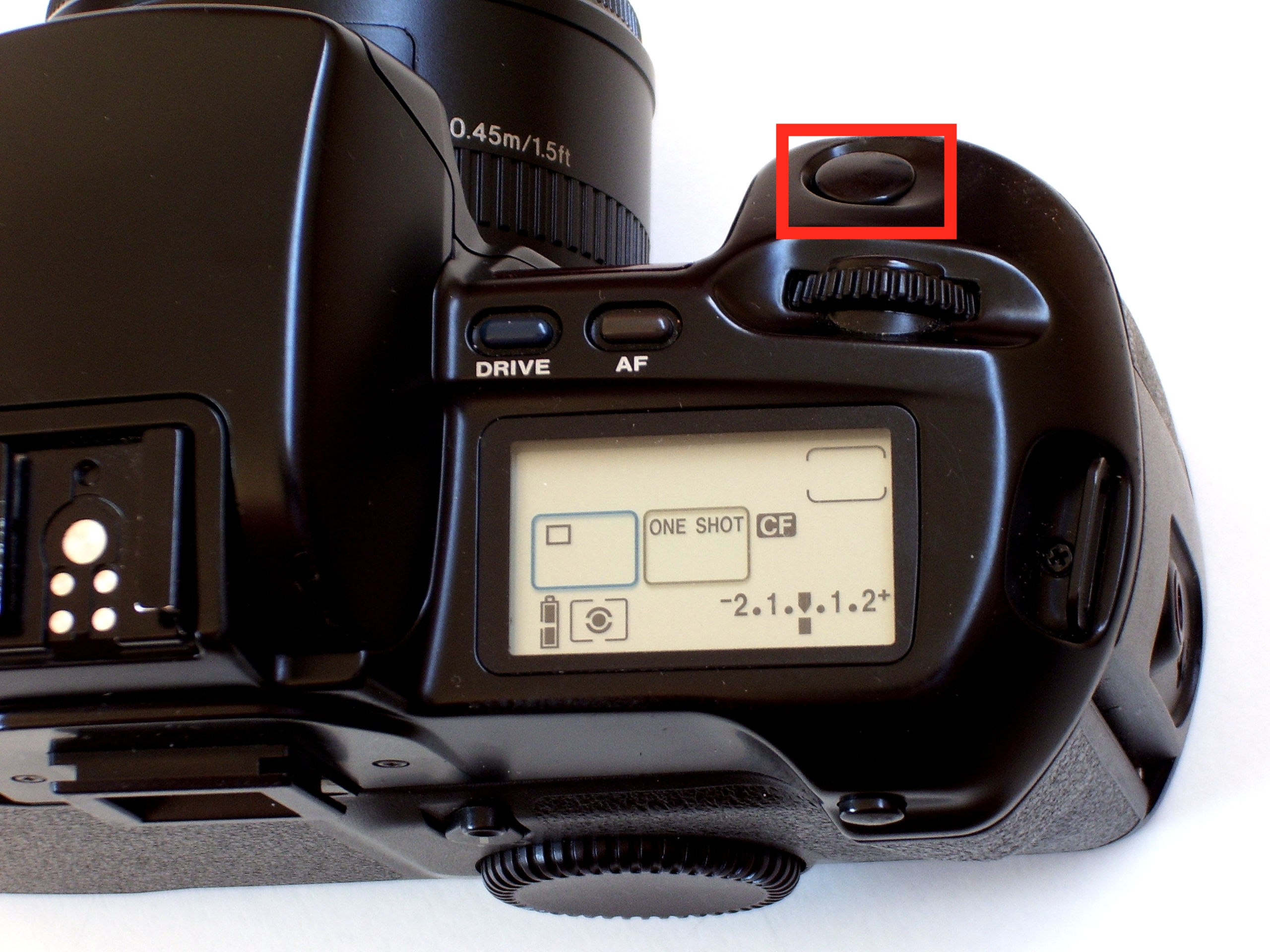
Il pulsante di scatto di una fotocamera.

In fotografia il pulsante di scatto (a volte solo rilascio dell'otturatore o pulsante dell'otturatore) è un pulsante che si trova sulle fotocamere ed è utilizzato per scattare una foto.
Quando viene premuto, l'otturatore della fotocamera viene "rilasciato" in modo che si apra e poi si chiuda, permettendo un tempo di esposizione determinato dal tempo di posa impostato (che può essere automatico), per catturare una foto. Alcune fotocamere utilizzano un otturatore elettronico anziché meccanico. 
Il pulsante di scatto è una delle caratteristiche più elementari di una fotocamera palmare. I telefoni cellulari sopperiscono alla mancanza di un pulsante fisico utilizzando un pulsante virtuale, situato sulla tastiera o sullo schermo.